# Suzana Ćebić
Suzana Ćebić (Kosjerić,9 de novembro de 1984) é uma voleibolista sérvia que atua na seleção da Sérvia, desempenhando a função de líbero. Atualmente joga no CSM Târgoviște da Romênia.
Ćebić ganhou com a seleção sérvia a medalha de bronze no Campeonato Mundial no ano de 2006, onde recebeu o prêmio de melhor líbero. Seus maiores feitos com a seleção foram a medalha de ouro no Campeonato Europeu no ano de 2011 e ainda dois ouros na Liga Europeia nos anos de 2010 e 2011. Conquistou ainda a prata no Campeonato Europeu de 2007 e o bronze na Liga Europa em 2012. Conquistou ainda dois bronzes no Grand Prix, nos anos de 2011 e 2013. Em 2015 conquistou a medalha de prata na Copa do Mundo, o que valeu além da conquista, a qualificação para a disputa dos Jogos Olímpicos de 2016.

## Prêmios individuais
- Melhor líbero – Campeonato Mundial de 2006
- Melhor líbero – Campeonato Europeu 2011
- Melhor recepção – Campeonato Europeu 2013

## Clubes
- Sérvia e Montenegro Crnokosa Kosjerić (1998-2005)
- Sérvia Jedinstvo Užice (2005-2008)
- Espanha Tenerife Marichal (2008-2009)
- Roménia CSU Metal Galați (2009-2010)
- Alemanha VfB 91 Suhl (2010-2012)
- Azerbaijão Rabita Baku (2012-2013)
- Azerbaijão Lokomotiv Baku (2013-2014)
- Roménia  CSM Târgoviște (2015-)